# Branko Crvenkovski
Branko Crvenkovski (in macedone Бранко Црвенковски; Sarajevo, 12 ottobre 1962) è un politico macedone.

## Biografia
Crvenkovski è nato il 12 ottobre 1962 a Sarajevo, in Bosnia ed Erzegovina. Nel 1986 si è diplomato in Scienze Informatiche ed Automazione alla Scuola di Ingegneria Elettrica all'Università di San Cirillo e Metodio di Skopje.
Venne eletto membro dell'Assemblea alle prime elezioni multipartitiche nella Ex-Jugoslavia nel 1990 dopo aver lavorato per molti anni come capo di dipartimento alla Compagnia Semos a Skopje. Ex comunista, Crvenkovski è stato il capo dell'Unione Socialdemocratica di Macedonia (SDSM) fino all'aprile del 1991. Il 5 settembre 1992 divenne il 1º Primo Ministro della Macedonia dopo la secessione dalla Jugoslavia e continuò a mantenere il posto anche dopo le elezioni del dicembre del 1994.
Ebbe la carica di Primo Ministro dal 1992 al 1998 e dal 2002 fino al 2004. Venne rieletto Primo Ministro nel 2002 dopo che il suo partito vinse le elezioni.
Vinse nell'aprile 2004 le elezioni presidenziali contro Saško Kedev e si insediò il 12 maggio 2004.
Crvenkovski annunciò che non si sarebbe ricandidato per un altro mandato alle elezioni presidenziali del marzo 2009, e che sarebbe probabilmente ritornato a far parte dell'Unione socialdemocratica di Macedonia, che aveva affrontato una dura sconfitta alle elezioni parlamentari del 2008.
Branko Crvenkovski è membro onorario della Fondazione Internazionale Raoul Wallenberg